# 瑶族
瑶族，或寫为徭族、傜族、猺族，也稱為勉族（英語：Mien），是亚洲的一个民族，其历史比较悠久。有研究认为：瑶族起源于古代东夷部落，与九黎族关系密切，尊奉先祖蚩尤、盘瓠。
中国的瑶族人口為285.3萬（2010年），62.1%在廣西（147萬），21.5%在湖南（70萬），8%在廣東（20萬），8%在雲南（19萬），1.5%在貴州 。
瑶族跨境而居，在越南、老挝、泰国北部也分布一些。是越南的54个民族之一。越南瑶族人口超过62万，是越南第9大民族。冷戰期間，东南亚国家的部分瑶族人还飘洋过海移民到美国、加拿大、墨西哥、法国等地。
瑶族民风比较淳朴而强悍。由于常受历代统治者的驱除和歧视，一般在山区居住，因此有“无山不成瑶”之说，而「南嶺無山不有瑤」 更是明確地指出其為中國南方典型的山地民族。由於分支众多，语言差异大，有勉语、布努语、拉珈语等多种。80年代创制了瑶文，用拉丁字母拼写勉语优勉土语。通用汉语。很多人能同时說壮语、苗语等语言。

## 分布

### 瑶族支系

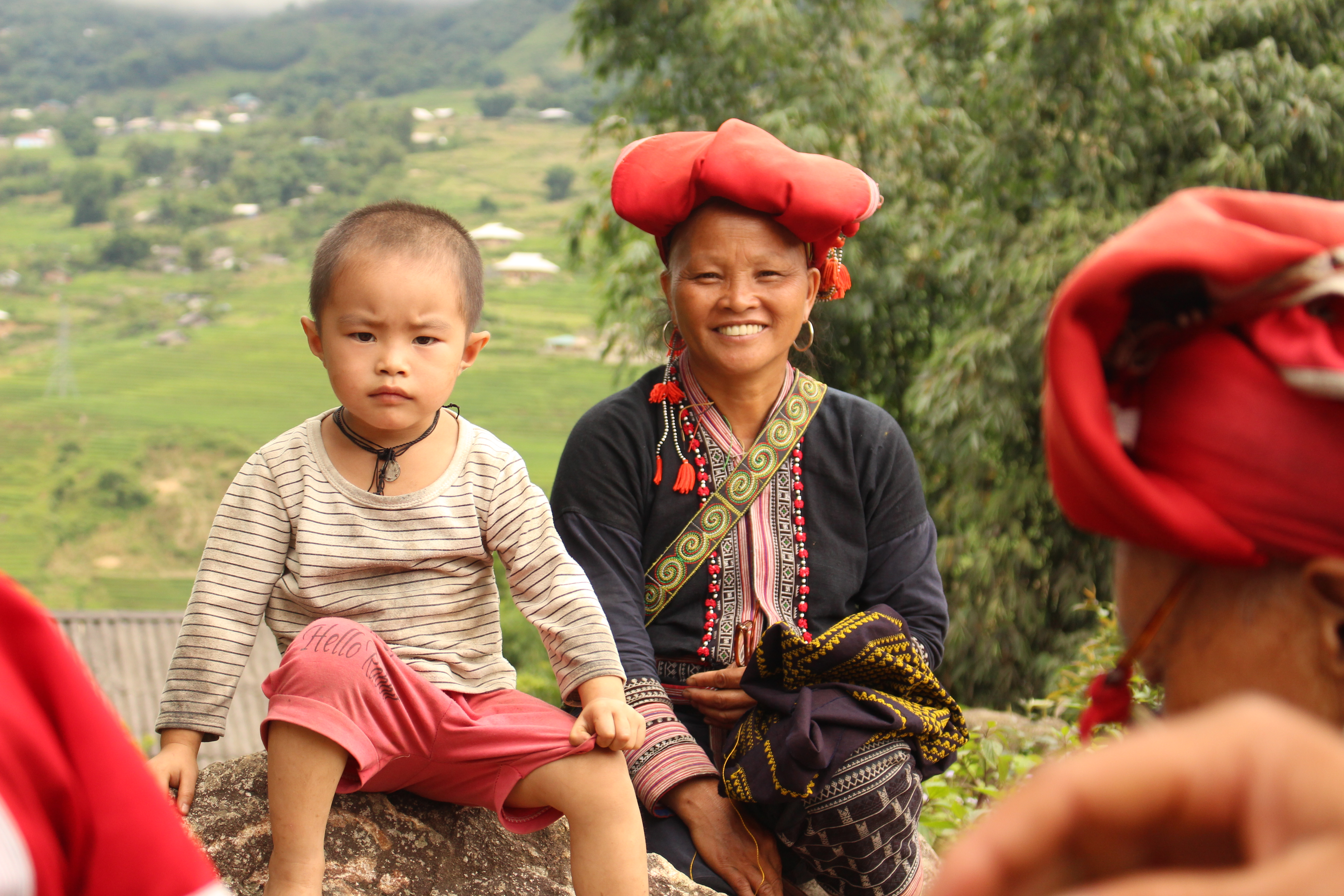
越南老街省的紅頭瑤

- 蓝靛瑶——广泛分布于云南、广西，及越南、老挝等国，穿着用蓝靛染的衣物。
- 红瑶——主要居住在广西龙胜县，穿着红色衣物。
- 盘瑶——主要居住在广西桂平。尊崇盘王。“盘王节”是该分支的重要节日。
- 山子瑶
- 顶板瑶
- 花篮瑶
- 过山瑶——因受统治者的驱除和歧视，垦荒种植两至三年即离开，重觅垦荒地的瑶民。因总是翻山越岭寻觅垦荒地，无法定居，故称“过山瑶”。居住在湖南新宁县的“八峒瑶”即属此。
- 白裤瑶——主要居住在广西河池南丹。喜穿白裤，故得名。
- 八排瑶——主要居住在广东连南瑶族自治县。
- 平地瑶
- 坳瑶
- 茶山瑶——主要居住在广西来宾市金秀瑶族自治县。
- 背篓瑶——主要居住在广西百色凌云。

## 风俗活动
- 瑶族度戒仪式

## 學術研究
- 第一部官修史書《瑤族通史》（2007）

## 在中国的分布
| 位次 | 地区       | 总人口        | 瑶族人口  | 占瑶族 人口比重（%） | 占地区少数民族 人口比重（%） | 占地区 人口比重（%） |
|      | 合计       | 1,245,110,826 | 2,638,878 | 100                  | 2.51                         | 0.212                |
|      | 31省份合计 | 1,242,612,226 | 2,637,421 | 99.94                | 2.51                         | 0.212                |
| G1   | 中南地区   | 350,658,477   | 2,388,138 | 90.50                | 8.08                         | 0.68                 |
| G2   | 西南地区   | 193,085,172   | 236,244   | 8.95                 | 0.66                         | 0.12                 |
| G3   | 华东地区   | 358,849,244   | 7,183     | 0.27                 | 0.29                         | 0.002                |
| G4   | 华北地区   | 145,896,933   | 3,381     | 0.13                 | 0.04                         | 0.002                |
| G5   | 西北地区   | 89,258,221    | 1,392     | 0.05                 | 0.01                         | 0.002                |
| G6   | 东北地区   | 104,864,179   | 1,083     | 0.04                 | 0.01                         | 0.001                |
| 1    | 广西       | 43,854,538    | 1,471,946 | 55.78                | 8.75                         | 3.36                 |
| 2    | 湖南       | 63,274,173    | 704,564   | 26.70                | 10.99                        | 1.11                 |
| 3    | 广东       | 85,225,007    | 202,667   | 7.68                 | 15.97                        | 0.24                 |
| 4    | 云南       | 42,360,089    | 190,610   | 7.22                 | 1.35                         | 0.45                 |
| 5    | 贵州       | 35,247,695    | 44,392    | 1.68                 | 0.33                         | 0.13                 |
| 6    | 海南       | 7,559,035     | 6,984     | 0.26                 | 0.53                         | 0.09                 |
| 7    | 浙江       | 45,930,651    | 1,928     | 0.073                | 0.488                        | 0.004                |
| 8    | 湖北       | 59,508,870    | 1,569     | 0.059                | 0.060                        | 0.003                |
| 9    | 河北       | 66,684,419    | 1,491     | 0.057                | 0.051                        | 0.002                |
| 10   | 福建       | 34,097,947    | 1,226     | 0.046                | 0.210                        | 0.004                |
| 11   | 江西       | 40,397,598    | 1,198     | 0.045                | 0.953                        | 0.003                |
| 12   | 江苏       | 73,043,577    | 1,159     | 0.044                | 0.446                        | 0.002                |
| 13   | 北京       | 13,569,194    | 1,112     | 0.042                | 0.190                        | 0.008                |
| 14   | 上海       | 16,407,734    | 798       | 0.030                | 0.768                        | 0.005                |
| 15   | 四川       | 82,348,296    | 742       | 0.028                | 0.018                        | 0.001                |
| 16   | 新疆       | 18,459,511    | 723       | 0.027                | 0.007                        | 0.004                |
| 17   | 辽宁       | 41,824,412    | 505       | 0.019                | 0.008                        | 0.001                |
| 18   | 重庆       | 30,512,763    | 474       | 0.018                | 0.024                        | 0.002                |
| 19   | 山东       | 89,971,789    | 468       | 0.018                | 0.074                        | 0.001                |
| 20   | 河南       | 91,236,854    | 408       | 0.015                | 0.036                        | 0.0005               |
| 21   | 安徽       | 58,999,948    | 406       | 0.015                | 0.102                        | 0.001                |
| 22   | 黑龙江     | 36,237,576    | 358       | 0.014                | 0.020                        | 0.001                |
| 23   | 天津       | 9,848,731     | 345       | 0.013                | 0.129                        | 0.004                |
| 24   | 陕西       | 35,365,072    | 273       | 0.010                | 0.155                        | 0.001                |
| 25   | 内蒙       | 23,323,347    | 231       | 0.009                | 0.005                        | 0.001                |
| 26   | 甘肃       | 25,124,282    | 228       | 0.009                | 0.010                        | 0.001                |
| 27   | 吉林       | 26,802,191    | 220       | 0.008                | 0.009                        | 0.001                |
| 28   | 山西       | 32,471,242    | 202       | 0.008                | 0.196                        | 0.001                |
| 29   | 青海       | 4,822,963     | 105       | 0.004                | 0.005                        | 0.002                |
| 30   | 宁夏       | 5,486,393     | 63        | 0.002                | 0.003                        | 0.001                |
| 31   | 西藏       | 2,616,329     | 26        | 0.001                | 0.001                        | 0.001                |
|      | 现役军人   | 2,498,600     | 1,457     | 0.055                | 1.304                        | 0.058                |

## 中國的瑤族自治地方

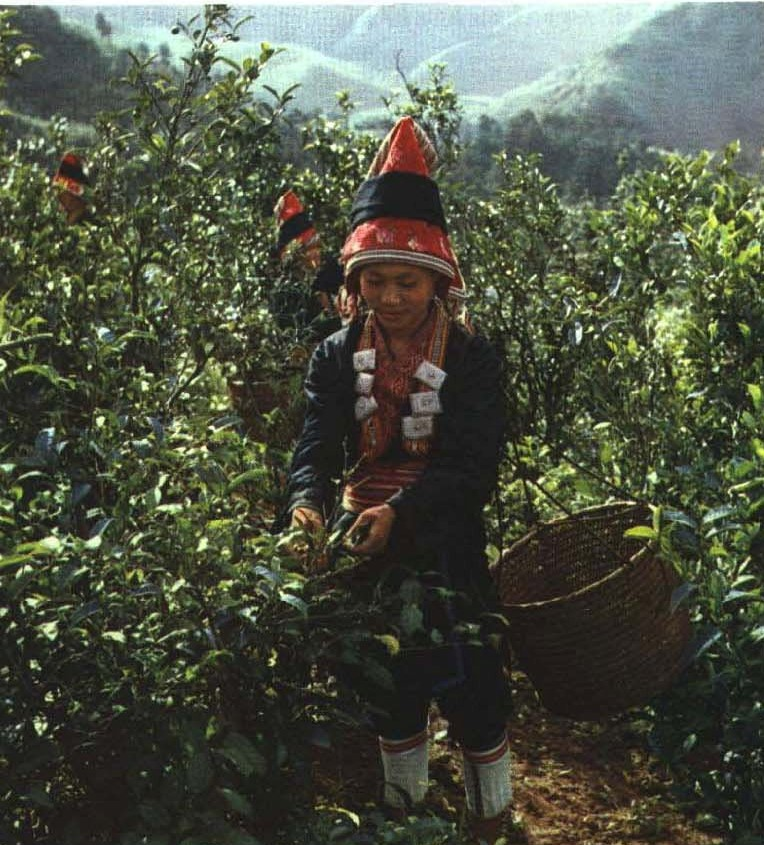
1964年连南瑶族自治县的瑶族姑娘采摘茶叶

| 行政区分       | 地域名                 |
| -------------- | ---------------------- |
| 雲南省         | 河口瑤族自治縣         |
| 雲南省         | 金平苗族瑤族傣族自治縣 |
| 湖南省         | 江華瑤族自治縣         |
| 廣西壯族自治區 | 恭城瑤族自治縣         |
| 廣西壯族自治區 | 富川瑤族自治縣         |
| 廣西壯族自治區 | 巴馬瑤族自治縣         |
| 廣西壯族自治區 | 都安瑤族自治縣         |
| 廣西壯族自治區 | 大化瑤族自治縣         |
| 廣西壯族自治區 | 金秀瑤族自治縣         |
| 廣西壯族自治區 | 龍勝各族自治縣         |
| 廣東省         | 乳源瑤族自治縣         |
| 廣東省         | 連山壯族瑤族自治縣     |
| 廣東省         | 連南瑤族自治縣         |

## 輋族、瑤族與畲族
《說蠻》載：「輋，巢居也」，「輋人亦徭種也」。《南越筆記》說：「賦以刀為準者曰徭，徭所止曰輋，亦曰輋，是為畬蠻之類。」。《嶺表紀蠻》說：「畬與輋同音，蓋以同一種族，故音同字異」。
顧炎武在《天下郡國利病書》又說：「粵人以山林中結竹木障覆居息為輋，故稱徭所止曰輋。自信為狗王後。家有畫像，犬首人服，歲時祝祭。」如此說明了明代時廣東一帶輋族的生活、習俗、信仰與及姓氏，均與現代的畬族相若，可証畬族與輋族、瑤族三者之間的密切關係。
《後漢書-南蠻西南夷列傳 第七十六》載:昔高辛氏有犬戎之寇，帝患其侵暴，而征伐不克。乃訪募天下，有能得犬戎之將吳將軍頭者，購黃金千鎰，邑萬家，又妻以少女。時帝有畜狗，其毛五采，名曰盤瓠。下令之後，盤瓠遂銜人頭造闕下，腢臣怪而診之，乃吳將軍首也。帝大喜，而計盤瓠不可妻之以女，又無封爵之道，議欲有報而未知所宜。女聞之，以為帝皇下令，不可違信，因請行。帝不得已，乃以女配盤瓠。盤瓠得女，負而走入南山，止石室中。所處險絕，人跡不至。於是女解去衣裳，為僕鑒之結，著獨力之衣。帝悲思之，遣使尋求，輒遇風雨震晦，使者不得進。經三年，生子一十二人，六男六女。盤瓠死後，因自相夫妻。
由15-19世纪开始向泰北与老挝遷移，以种罂粟为生。

## 瑤族文學

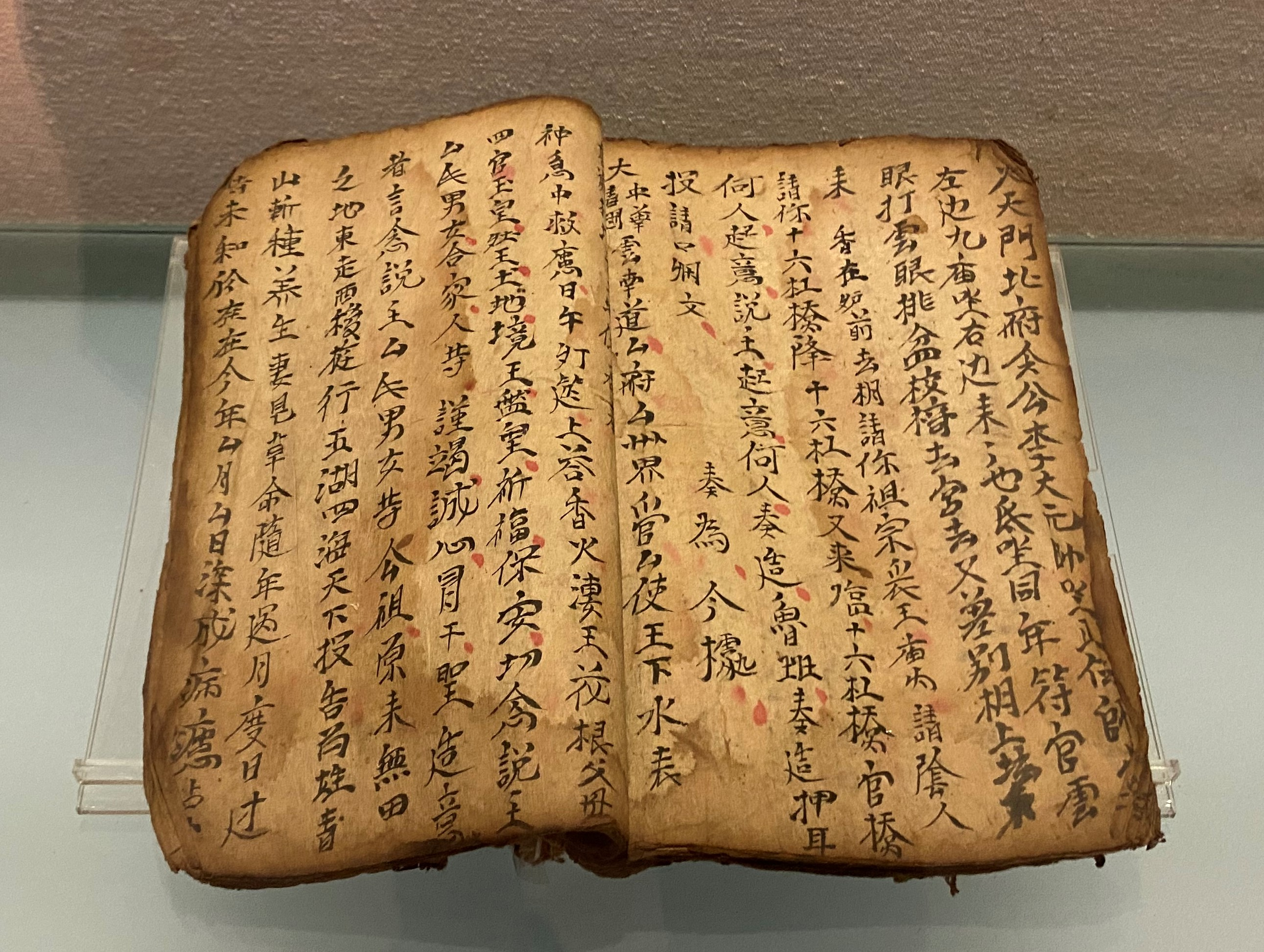
瑶族《度戒经书》，藏于红河哈尼族彝族自治州博物馆

瑤族文學主要是以民間文學為大宗，因為多以口頭流傳為主，所以並無文字記載，僅有部份是以漢文傳鈔，至20世紀五六十年代，瑤族民間文學的采風工作才有組織地開展，其最終成果匯成了23本《瑤族民間文學資料》。

### 神話
瑤族神話大致上可分為「人類起源」、「宇宙起源」與「族源起源」等，像是〈密洛陀〉描述一位名叫密洛陀的女神，除了幫忙創造宇宙的山川河流外，也命其九位兒子透過「蜂仔」（蜂蛹）做人身來造人類的故事；〈盤瓠神話〉則是說明瑤族最早的十二姓是怎樣產生以及瑤族人民敬「盤王」、舉辦「盤王節」的由來。

### 傳說
瑤族傳說故事反映著不同時期瑤族人民所面臨的現況或與政治局勢有所關聯，早期出現了一些從圖騰神話演化而來的傳說故事，如:雲南的〈竹笛〉，之後也有針對中原王朝的反抗，如:〈大藤峽的傳說〉、〈豆腐八王〉，以及與太平天國起事有關的傳說故事，如:〈太平軍過瑤寨〉如實地記錄太平軍曾行經瑤族聚居地且與瑤民的融洽相處過程。

### 民間歌謠
瑤族喜歡歌唱，其歌謠也多反映現實生活與政治現況，且發展出不少具有特色的歌謠體裁，如信歌，其主题有訴苦、訴情、查親、溯源等，另有民族歷史歌反映瑤族人民漫長的遷徙歷程以及革命歌謠如〈呼王恩情厚〉等。

## 瑶族名人
- 蔡结：民族英雄，唐朝末年湖南瑶族地区起义军首领。
- 孝穆纪皇后：明孝宗生母（因瑶话纪李不分，又稱其為李唐妹）。
- 汪直：明朝宦官。

## 延伸阅读
[在维基数据编辑]
 《欽定古今圖書集成·方輿彙編·職方典·廣東猺獞蠻獠部》，出自陈梦雷《古今圖書集成》